# Lithodes confundens
La centolla (Lithodes confundens) es una especie de crustáceo decápodo que integra el género de cangrejos litódidos Lithodes. Habita el lecho marino de las frías aguas del sudoeste del océano Atlántico y áreas próximas del Pacífico, en profundidades que van desde el litoral costero hasta 283 m.

## Taxonomía, distribución y hábitat
Lithodes confundens fue descrita originalmente en el año 1988 por el carcinólogo español Enrique Macpherson.
Es característica de Sudamérica sudoriental (sudoeste del océano Atlántico); por el norte en aguas de plataforma desde la latitud de Mar del Plata (centro-este de la Argentina), hasta Puerto Deseado y también en proximidades de la costa atlántica patagónica desde la latitud de Puerto San Julián hasta el cabo San Pablo (isla Grande de Tierra del Fuego) habiéndosela registrado también en el cabo de Hornos, en el banco Burdwood al sur de las islas Malvinas y en el Estrecho de Magallanes en fondos fangosos a profundidades de entre 50 y 119 m.
Cerca de monte Tigre (120 km al norte de la entrada oriental del estrecho de Magallanes) es abundante en el intermareal y en las pozas de marea.